# Hominoidi
Hominoidi (Hominoidea) je nadčeleď z oddělení úzkonosých primátů, které společně s oddělením ploskonosí tvoří podřád opice. Tato skupina primátů je značně heterogenní, nejasné jsou i její fylogenetické počátky.
Mezi hominoidy jsou zařazeny dvě čeledě:
- hominidi – s rody orangutan, gorila, šimpanz a člověk,
- gibonovití – s rody gibon a siamang.

## Specifické znaky
Hominoidi jsou schopni dlouhodobě zůstávat ve svislé poloze, i když někdy v předklonu. Pohybují se brachiací, pomalou brachiací, semibrachiací, chůzí po kloubech prstů nebo bipedální chůzí. Vyjma lidí používají hominoidi k pohybu i různé druhy šplhání a lezení. Mají k tomu uzpůsobený hrudník, silnější kosti končetin i pohyblivější klouby a postrádají ocas. Končetiny mají díky protistojnému palci dobré uchopovací schopnosti. Hominoidi mají i plošší obličej, odlišně utvářené zuby a podstatně zvětšenou mozkovnu, jejich mozková kůra bývá hodně zbrázděna.
V porovnání s ostatními opicemi jsou v průměru mnohem robustnější a vyšší, ochlupení těla mají poměrně řídké. Jsou všežravci, nikoliv potravní specialisté. Jsou aktivní přes den, v noci odpočívají a nemají zrak uzpůsobený pro noční vidění. Charakteristickým rysem je také nízké reprodukční tempo a dlouhodobá starostlivost o potomstvo plynoucí z pomalé ontogeneze. Zástupci čeledě hominidů mají prokazatelně alespoň základy analytických schopnosti, umí napodobovat a někteří si uvědomují vlastní osobnost. Hominoidi jsou v porovnání s ostatními úzkonosými opicemi i s opicemi ploskonosými pokládáni jednoznačně za vývojově úspěšnější.
Giboni se od ostatních hominoidů liší v řadě znaků – například ještě mají sedací mozoly a jiné způsoby lokomoce jako důsledek odlišného způsobu obstarávání potravy. Giboni mají také jako jediní z nadčeledi variabilní počet chromozomů, který se liší v závislosti na druhu. Naproti tomu velcí lidoopi a člověk mají stabilní karyotyp se 48 chromozomy, resp. 46 u člověka. Moderní genetika prokázala, že tyto rozdíly mohly vzniknout běžnou chromozomální mutací.

## Vývoj
Nadčeleď Hominoidea se od úzkonosých opic Starého světa oddělila v oligocénu, zhruba před 25–30 miliony let. V paleontologickém záznamu se ovšem první zástupci hominoidů objevují až počátkem miocénu, asi před 20–23 miliony let.
Zlatým věkem hominoidů byl právě miocén, během nějž došlo k velkému rozvoji celé nadčeledi. Problematiku oddělení od úzkonosých opic (Cercopithecoidea) ztěžuje nedostatek fosilií z období před 23–32 miliony let. Jednotlivé taxony jsou si i navzájem značně podobné a je tudíž velmi obtížné přesně určit příbuzenské vztahy i jejich pozici v evoluci směrem k člověku. Velká část rodů je navíc známá pouze z torzovitě dochovaných koster, převážně jen z fragmentů lebek, čelistí, zubů a podobně. Mnohé důležité identifikační znaky na nich proto nelze pozorovat a porovnávat.
Nejstarší hominoidi z časného miocénu sdíleli jen některé z typických znaků moderních hominoidů. Nebyli ještě uzpůsobeni šplhu a brachiaci a pohybovali se nejčastěji po všech čtyřech končetinách. Jejich zástupci, představovaní především úspěšnou čeledí Proconsulidae, jsou známí výhradně z Afriky (Keňa, Uganda).
Ve středním miocénu se hominoidi rozšířili také do Evropy a Asie. Příčinou bylo kromě příznivého klimatu i dočasné spojení Arabské tektonické desky s Eurasií a vytvoření pevninského mostu mezi Arábií a jihozápadní Asií asi před 17–18 miliony lety. Po příchodu do Eurasie hominoidi díky úspěšné adaptaci obsadili volné ekologické a potravní niky. Došlo tak k velkému rozvoji celé nadčeledi a ke vzniku mnoha nových rodů, zatímco doklady z Afriky jsou v této době vzácné. Dříve hojně rozšíření proconsulidé mizí a ustupují měnícím se klimatickým podmínkám.
Zhruba před 18–20 miliony let došlo podle analýzy DNA k rozdělení hominoidů na čeledě gibonovití a hominidi, ovšem předci gibonů dosud nebyli identifikováni a všichni uvažovaní kandidáti byli později zamítnuti (např. čeleď Pliopithecidae).
Předpokládá se, že spolu s vysušováním podnebí a zvyšováním rozdílu mezi ročními obdobími se museli hominoidi alespoň během suchých etap roku uchylovat ke konzumaci tužší potravy, jako jsou ořechy, semena jehličnanů, hlízy a podobně.. Měkké ovoce a čerstvé listy, hojné v tropických lesích časného miocénu, mohly být v sušším prostředí dostupné jen sezónně. Proto již byli primáti středního miocénu až na výjimky vybaveni silnějšími čelistmi a zuby s velkou vrstvou skloviny. Části postkraniální kostry těchto tvorů jsou obecně málo doložené a většinou ukazují na dosud kvadrupední pohyb v korunách stromů, ačkoliv se již projevují nepatrné náznaky pohybu v závěsu, vzpřímenějšího postoje nebo částečné pozemní lokomoce.
Vývoj hominoidů je i ve středním miocénu kvůli nečetným a útržkovitým nálezům málo prostudovaný a přesné vztahy složité mozaiky je velmi nesnadné zachytit. Postupně se oddělovaly další evoluční linie, vedoucí k dnešním orangutanům, gorilám, šimpanzům a lidem. Stejně jako v případě gibonovitých není známo, zda se tak stalo v Africe, Evropě nebo v Asii.
V mladším miocénu se hominoidi rozvíjejí opět spíš v Africe, zatímco v Evropě a ve většině Asie mizí. Dosud není jisté, zda v Africe na počátku středního miocénu téměř nebo zcela vyhynuli a byli později převrstveni eurasijskými formami nebo zda hlavní vývojová linie směrem k dnešním lidoopům pokračovala nerušeně v Africe, avšak v oblastech, které neměly vhodné podmínky pro fosilizaci. Jednotlivé rody z Afriky, Evropy i Asie se spolu mohly různým způsobem prolínat a v současnosti nelze určit, která z linií vymřela bez potomků a z které vzešli předci moderních hominidů.
Do konce miocénu většina zástupců nadčeledi Hominoidea vyhynula. Vymírání úspěšné nadčeledi je dáváno do souvislosti s dalším vysušováním a ochlazováním klimatu a ústupem subtropického klimatického pásu blíž k rovníku. Geografické i klimatické změny však na druhou stranu mohly v Africe stimulovat rychlý rozvoj přizpůsobivějších forem, aby se v závěru miocénu objevili první bipední tvorové, směřující ke vzniku rodu Homo.

## Rozšíření
Giboni obývají tropické lesy jihovýchodní Asie. Orangutani žijí zhruba ve stejné zeměpisné oblasti, ale v zúžených areálech. Šimpanzi jsou domovem v tropických oblastech střední Afriky, gorily žiji takřka ve stejné oblasti, ale opět na plošně menších územích. Lidé žiji po celém světě. Téměř všichni hominoidi kromě lidí jsou na Červeném seznamu IUCN.

## Třídění recentních hominoidů
- čeleď gibonovití (Hylobatidae) Gray, 1870
  - rod gibon (Hoolock) Mootnich et Groves, 2005
  - rod gibon (Hylobates) Illiger, 1811
  - rod gibon (Nomascus) Miller, 1933
  - rod siamang (Symphalangus) Gloger, 1841
- čeleď hominidi (Hominidae) Gray, 1825
  - podčeleď orangutani (Ponginae) Elliot, 1912
    - rod orangutan (Pongo) Lacépède, 1799

  - podčeleď homidi (Homininae) Goodman, 1975
    - tribus gorily (Gorilini)
      - rod gorila (Gorilla) I. Geoffroy, 1852

    - tribus lidé (Hominini) Gray, 1825
      - podtribus šimpanzi (Panini)
        - rod šimpanz (Pan) Oken, 1816

      - podtribus lidé (Hominina)
        - rod člověk (Homo) Linnaeus, 1758